# Murat III
Murat III (Constantinopel, 4 juli 1546 - aldaar, 15 januari 1595) was sultan van het Osmaanse Rijk vanaf 1574 tot zijn dood. Hij was de zoon van sultan Selim II en diens Venetiaanse vrouw Nur-Banu. Zijn regering werd gekenmerkt door het verdere doorzetten van het verval dat onder zijn vader begonnen was.
Selim II was nooit geïnteresseerd geweest in staatszaken en had de regering overgelaten aan zijn grootvizier Mehmet Sokullu. Na de dood van zijn vader werd Murat III tot sultan gekroond, waarna hij zijn vijf broers liet executeren om concurrentie voor de troon uit te schakelen. Hij was een zwak heerser die sterk beïnvloed werd door twee vrouwen uit de harem, eerst zijn moeder en later zijn favoriete vrouw Safiye Sultan. Zijn regering werd ondermijnd door de invloed en de intriges van de harem. In tegenstelling tot zijn vader wilde hij meer zelf regeren en hij begon de bondgenoten van grootvizier Mehmet Sokollu een voor een uit te schakelen. De moord op grootvizier Mehmet Sokollu in 1579 wordt gezien als het begin van het sterke verval van het Osmaanse Rijk. Murat III probeerde meer macht naar zich toe te trekken, maar zijn afhankelijkheid van zijn harem, zijn verslaafdheid aan opium en zijn angst voor de machtige Janitsaren zorgden dat daar niet veel van kwam. Tijdens zijn regering namen de problemen voor het rijk sterk toe. Zijn regering was corrupt, zwak en decadent. Hij leidde een verspillend leven terwijl de corruptie sterk toenam en er veel intriges aan het hof uitbraken. Het gevolg was dat het bestuur sterk achteruit ging en dat de economie ineenstortte. Murat III was de eerste sultan die zich bij benoemingen op hoge posities binnen het rijk liet omkopen, wat corruptie en demoralisering nog verder in de hand werkte. Vaak wist de favoriet van de harem een belangrijke positie te bemachtigen. De economische chaos zorgde ervoor dat het rijk technologisch telkens verder achter kwam te liggen op het westen en dat er enorme inflatie was.
Tijdens Murat III werden diplomatieke contacten met Engeland gelegd, de Engelsen openden een ambassade in Constantinopel en de handel bloeide op.
Murats regering werd ook gekenmerkt door nog verder buitenlands verval. Wel werden succesvolle militaire campagnes en oorlogen gevoerd in Georgië, Dagestan, Jemen, op de Krim en in Perzië. De Perzische oorlog was voor Murat vooral een manier om voor even verlost te zijn van de Janitsaren. Toen deze in 1589 als overwinnaars terugkeerden, kwamen ze in opstand omdat de hoge inflatie hun soldij waardeloos had gemaakt. De Janitsaren eisten de hoofden van de minister van Financiën en de beylerbey van Rumelië, en Murat willigde hun eisen angstig in. Toen in 1592 oorlog uitbrak op de Balkan, begroette Murat dit als een mogelijkheid weer van de Janitsaren verlost te zijn. De oorlogen werden gewonnen maar waren door de problemen zeer lang en vermoeiend voor het rijk.
Murat III staat bekend als een groot vrouwenliefhebber. Hij had meer dan twaalfhonderd mooie meisjes en bezat daarmee een van de meest uitgebreide harems van de wereld. Terwijl het rijk achteruitging kon hij meestal comfortabel bij zijn harem gevonden worden. Deze levenswijze leverde hem 103 kinderen op.
In 1595 stierf Murat, hij liet zijn zoon Mehmet III een oorlog en economische chaos na.